# Diócesis de Moundou
La diócesis de Moundou (en latín: Dioecesis Munduensis y en francés: Diocèse de Moundou) es una circunscripción eclesiástica de la Iglesia católica en Chad. Se trata de una diócesis latina, sufragánea de la arquidiócesis de Yamena. Desde el 3 de junio de 2004 su obispo es Joachim Kouraleyo Tarounga.

## Territorio y organización
La diócesis tiene 8695 km² y extiende su jurisdicción sobre los fieles católicos de rito latino residentes en la región de Logone Occidental.
La sede de la diócesis se encuentra en la ciudad de Moundou, en donde se halla la Catedral del Sagrado Corazón. 
En 2021 en la diócesis existían 16 parroquias.

## Historia
La prefectura apostólica de Moundou fue erigida el 17 de mayo de 1951 con la bula Christianae fidei del papa Pío XII, derivando el territorio de las prefecturas apostólicas de Fort-Lamy (hoy arquidiócesis de Yamena) y de Garua (hoy arquidiócesis de Garua).
El 19 de febrero de 1959 la prefectura apostólica fue elevada a diócesis con la bula Qui omnes ubique del papa Juan XXIII.
El 6 de marzo de 1989 cedió una porción de su territorio para la erección de la diócesis de Doba mediante la bula Inter cetera del papa Juan Pablo II.
El 28 de noviembre de 1998 cedió partes de su territorio para la erección por el papa Juan Pablo II de las diócesis de Goré (mediante la bula Diligentem sane curam) y Laï (mediante la bula Universalis in Ecclesia).

## Estadísticas
Según el Anuario Pontificio 2022 la diócesis tenía a fines de 2021 un total de 272 790 fieles bautizados.
| Año                                                                             | Población            | Población | Población      | Sacerdotes | Sacerdotes    | Sacerdotes    | Bautizados por sacerdote | Diáconos permanentes | Religiosos | Religiosos | Parroquias |
| Año                                                                             | Bautizados católicos | Total     | % de católicos | Total      | Clero secular | Clero regular | Bautizados por sacerdote | Diáconos permanentes | Varones    | Mujeres    | Parroquias |
| ------------------------------------------------------------------------------- | -------------------- | --------- | -------------- | ---------- | ------------- | ------------- | ------------------------ | -------------------- | ---------- | ---------- | ---------- |
| 1970                                                                            | 110 456              | 725 095   | 15.2           | 51         | 6             | 45            | 2165                     |                      | 56         | 44         | 22         |
| 1980                                                                            | 168 537              | 895 000   | 18.8           | 56         | 5             | 51            | 3009                     |                      | 64         | 72         |            |
| 1990                                                                            | 155 732              | 784 476   | 19.9           | 41         | 9             | 32            | 3798                     |                      | 43         | 51         | 20         |
| 1999                                                                            | 120 022              | 455 489   | 26.4           | 38         | 23            | 15            | 3158                     |                      | 16         | 45         | 19         |
| 2000                                                                            | 246 083              | 455 489   | 54.0           | 34         | 23            | 11            | 7237                     |                      | 13         | 50         | 12         |
| 2001                                                                            | 173 280              | 455 489   | 38.0           | 25         | 14            | 11            | 6931                     |                      | 13         | 43         | 12         |
| 2002                                                                            | 173 819              | 455 489   | 38.2           | 22         | 16            | 6             | 7900                     |                      | 7          | 50         | 12         |
| 2003                                                                            | 179 115              | 533 089   | 33.6           | 33         | 28            | 5             | 5427                     |                      | 6          | 68         | 12         |
| 2004                                                                            | 182 895              | 533 089   | 34.3           | 34         | 29            | 5             | 5379                     |                      | 6          | 62         | 12         |
| 2013                                                                            | 367 000              | 896 000   | 41.0           | 22         | 19            | 3             | 16 681                   |                      | 6          | 61         | 15         |
| 2016                                                                            | 394 635              | 965 576   | 40.9           | 30         | 20            | 10            | 13 154                   |                      | 14         | 66         | 15         |
| 2019                                                                            | 245 877              | 924 495   | 26.6           | 41         | 31            | 10            | 5997                     |                      | 13         | 61         | 15         |
| 2021                                                                            | 272 790              | 987 280   | 27.6           | 43         | 30            | 13            | 6343                     |                      | 16         | 64         | 16         |
| Fuente: Catholic-Hierarchy, que a su vez toma los datos del Anuario Pontificio. |                      |           |                |            |               |               |                          |                      |            |            |            |

## Episcopologio
- Clément Sirgue, O.F.M.Cap. † (1952-1959 falleció)
- Samuel-Louis-Marie-Antoine Gaumain, O.F.M.Cap. † (19 de diciembre de 1959-19 de diciembre de 1974 renunció)
- Joseph Marie Régis Belzile, O.F.M.Cap. † (19 de diciembre de 1974-9 de marzo de 1985 renunció)
- Gabriel (Régis) Balet, O.F.M.Cap. † (9 de marzo de 1985-18 de septiembre de 1989 falleció)
- Matthias N'Gartéri Mayadi † (11 de junio de 1990-31 de julio de 2003 nombrado arzobispo de Yamena)
- Joachim Kouraleyo Tarounga, desde el 3 de junio de 2004